# Sculpture de racines

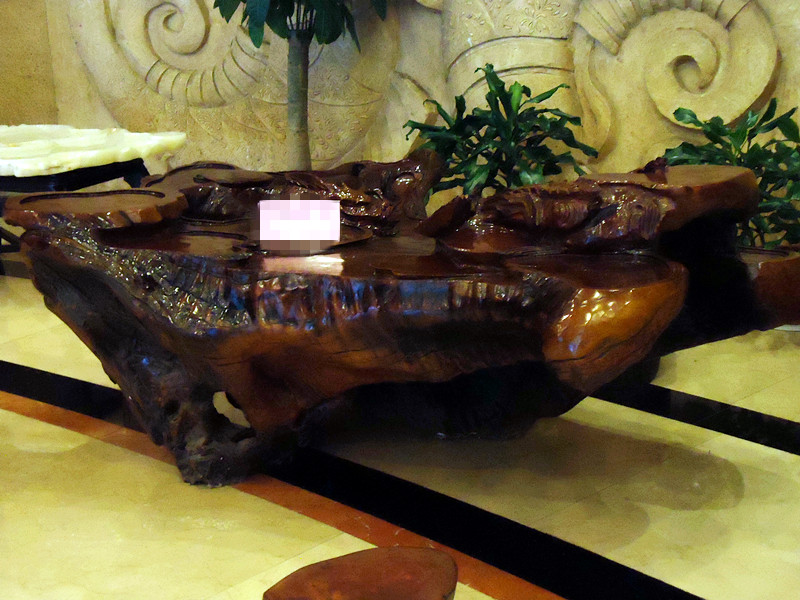
Une table de thé chinois sculptée à partir d'une racine d'arbre. Chacune des « terrasses » draine le thé dans un réservoir de déchets sous la table.

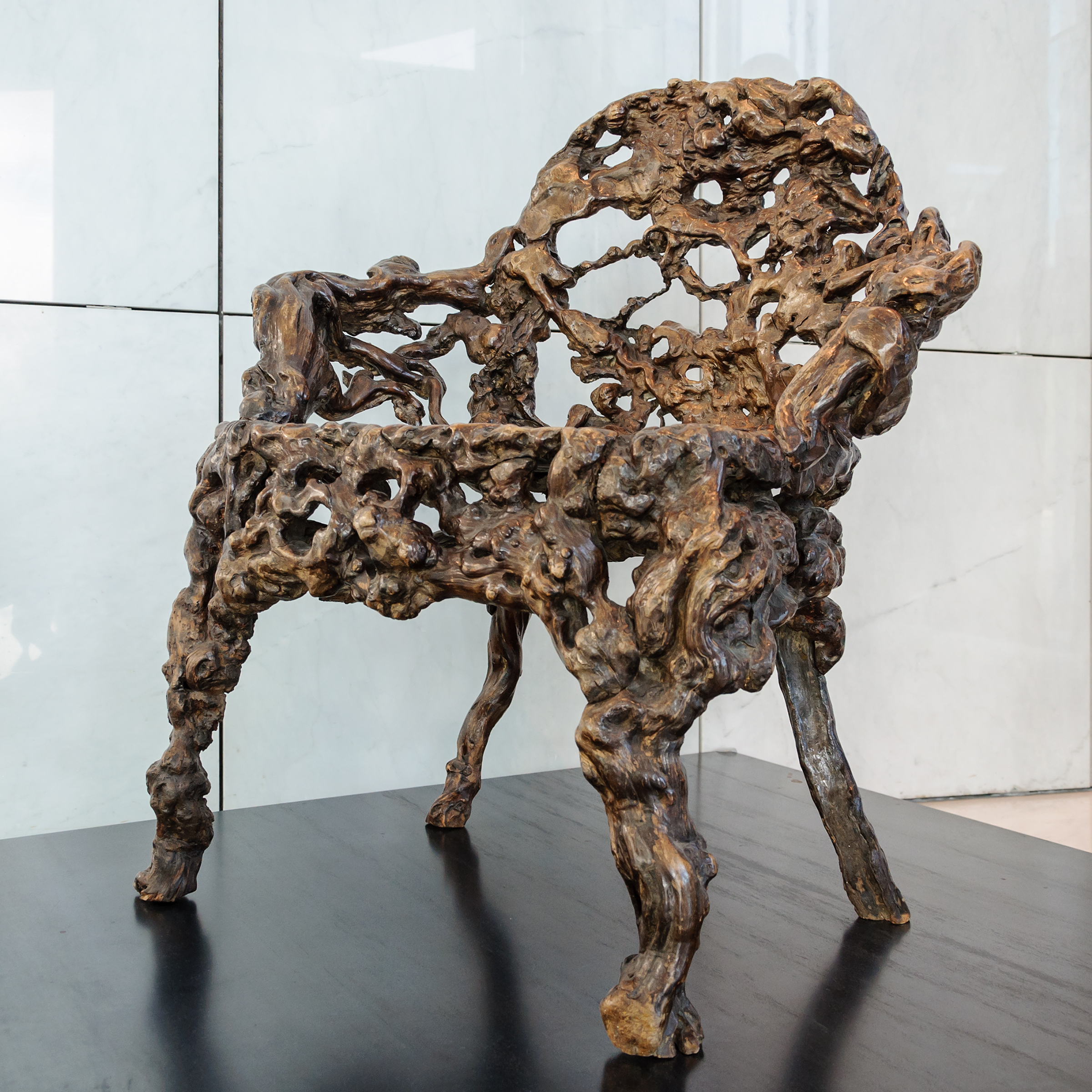
Fauteuil chinois fabriqué à partir de racines. Dynastie Qing, règne de Qianlong, XVIIIe siècle.

La sculpture de racines est une forme d'art traditionnel chinois qui consiste à sculpter et polir des racines d'arbres en diverses créations artistiques, que ce soient des sculptures en tant que telles ou bien des objets d'ameublement. Les objets réalisés sont déterminés par la forme naturelle de la racine.
En Chine, le développement du secteur de la sculpture de racines a des effets néfastes sur l'environnement. Les racines des arbres utilisées sont celles qui ont des formes et des textures particulières et de telles racines proviennent généralement d'espèces d'arbres à la croissance lente, qui ont tendance à pousser sur des sols fragiles et dont le déterrement peut aboutir à une dégradation irréversible du sol.